# Nothobranchius eggersi
Nothobranchius eggersi är en art av årstidsfisk som lever endemiskt i och omkring de södra delarna av Rufijifloden i Tanzania. Hanarna kan växa upp till 5 cm, honorna något mindre. Den är populär bland akvarister som specialiserat sig på äggläggande tandkarpar ("killifiskar"), som föder upp dem i akvarier.

## Livscykel
Precis som övriga Nothobranchius är N. eggersi kortlivade, och upplever i naturen mycket sällan sin ettårsdag. Detta beroende på att de lever i områden med synnerligen stora skillnader mellan regnperiod och torrperiod, och under den sistnämnda torkar allt flytande vatten ut, varvid de vuxna individerna utan undantag dör. Därav beteckningen "årstidsfiskar". Arten överlever då endast tack vare de romkorn som avlagts i bottensedimentet, och som kan ligga vilande i en så kallad diapaus i många månader i väntan på nästa regnperiod. Diapausen och dess torka är livsnödvändig: om äggen ligger i vatten mer än några veckor, utan torrperiod, så dör de.
I de områden N. eggersi förekommer varar regnperioderna oftast ungefär 8–9 månader, och under denna tid måste alltså äggen hinna kläckas och de små ynglen växa upp och bli könsmogna för att hinna leka och avge nya romkorn. Misslyckas detta är risken stor att arten dör ut. Evolutionen har lett till att ynglen därför är extremt snabbväxande: från att bara ha varit 3–4 millimeter långa vid kläckningen växer eggersi-hanar under goda förhållanden upp till cirka 5 centimeters längd och uppnår könsmognad efter bara sex veckor. Till skillnad från de flesta andra romläggande fiskar är ynglen vid kläckningen relativt väl utvecklade, har redan förbrukat sin gulesäck och kan genast simma fritt. Honorna utvecklas i en något långsammare, men jämnare takt.

## Akvarieförhållanden
Som flertalet andra äggläggande tandkarpar kan arten hållas i 40–60-liters akvarium. Hannarna är aggressiva mot andra hanar av samma art. Arten kan hållas tillsammans med andra tropiska och subtropiska fiskar med ungefär samma storlek. För att undvika korsningar bör man dock inte hålla dem samman med andra arter ur släktet Nothobranchius. Den snabba livscykeln orsakad av skillnaderna mellan regn- och torrtid tycks vara hårt kodad i fiskarnas gener, för även i fångenskap blir Nothobranchius eggersi sällan över året gamla – trots att det då givetvis inte saknas vatten eller foder.

## Uppfödning

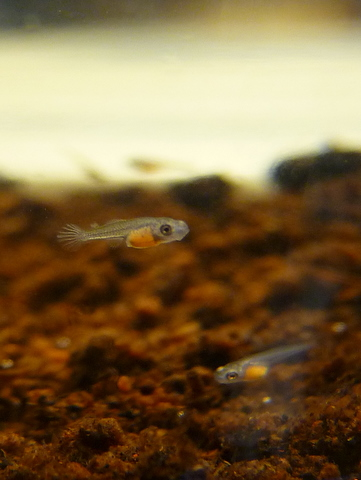
Yngel av Nothobranchius eggersi som simmar ovanför torvbädden de kläcktes i, fem dygn tidigare.

Denna årstidsfisk gräver ner äggen i bottenmaterialet varefter äggen behöver en 2–3 månader lång diapaus i lätt fuktigt material – gärna torv – innan de åter läggs ner i vatten, och kläcks. Precis som vid odling av flertalet andra annuella äggläggande tandkarpar bör torven hålla en fuktighet motsvarande ungefär den hos piptobak, med så små skillnader i fuktighet som möjligt under hela diapausen.